# Баймундуз
Баймундуз (до 2004 года Интернационал) — село в Бешбадамском аильном округе Базар-Коргонского района Джалал-Абадской области Кыргызстана. Находится в 10 км к северо-востоку от центра района. Расположено на высоте 750 м над уровнем моря. Население 2855 человек по переписи 2009 года. Основано в 1932 году.